# 希望之轍
《希望之轍》（希望の轍），是日本樂團「南方之星」的歌曲之一，上華唱片台壓版譯為「希望的痕跡」。歌曲的作詞、作曲者為桑田佳祐，編曲者同為桑田佳祐及小林武史。

## 概要
最早收錄在1990年南方之星主唱「桑田佳祐」製作的電影稻村珍發行的原聲帶中。當時因參與的人物並非全為南方之星的團員，
因此以的名義發表，但事後仍將此曲目歸類在南方之星的作品中。
而後續在桑田佳祐所屬的廣播節目裡；便是將此首歌以南方之星作品的名義介紹給聽眾。此外，已故日本漫畫家臼井儀人的作品「蠟筆小新」系列中；第24集描述松坂老師到機場送別德郎，其中一段的背景畫面出現了此單曲的歌詞內容。另外於1999年9月3日播映同一情節的動畫中也出現此插曲。是該系列繼第18集的只給你 ～Summer Heartbreak～後第二首南方之星的歌曲。
此歌曲在2008年歌迷票選當中，僅次於1990年發表的單曲《真夏的果實》、名列南方之星最佳歌曲的第2名。

## 演唱會招牌曲
《希望之轍》事後成為南方之星演唱會裡出現頻率高的招牌歌曲。最早用在演唱會做為開頭曲是在2000年8月的
中，而在2000～2001及2005～2006的
倆次跨年演唱會中，被作為跨年倒數時演奏的曲目。
另外桑田佳祐在2007～2008跨年的「直呼"喂　桑田佳祐"也沒關係」
個人演唱會的尾聲裡，以單獨一人用電吉它獨奏此首歌做為最後安可曲。
2006年8月由桑田佳祐開催的音樂季表演中，《希望之轍》成為參加歌手最後大合唱的曲目。當時合唱的成員包括
BEGIN的比嘉榮昇、GLAY的TERU、色情塗鴉的岡野昭仁、Mr.Children的櫻井和壽以及福山雅治。
《希望之轍》在演唱會上的音樂節奏多比原始CD曲目版本還來得快，而桑田佳祐在現場演唱此曲目時有個習慣的唱法是：在歌曲B段裡的一句歌詞
「彷彿為愛而展翅的Bady Love」以吶喊的方式來演唱。

## 演奏成員
- 桑田佳祐：主唱
- 小倉博和：主吉它
- 小林武史：電子琴
- 原田末秋：吉它

（※最初的演奏成員）

## 收錄專輯
- 稻村珍（1995年）
- （1995年）
- 桑田佳祐&南方之星 二十年超級精選　海之Yeah！（1998年）
- 南方之星二千年跨世紀精選 "BALLAD3～the ablum of love～"（2000年）

## 翻唱者
- The Ventures（2001年）
- ：收錄於專輯「World Hits!? of Southern All Stars」（2001年）
- ：收錄於專輯「Big Shot All Stars」（2003年）
- BEAT CRUSADERS：收錄於專輯「MUSICRUSADERS」（2005年）
- ：收錄於專輯「VOICE II」（2009年）

## 採用為配樂的電視節目
- 富士電視台：

## 其它
- 有種流傳的軼聞為《希望之轍》裡一段歌詞「漸行漸遠的」中的，指的是茅崎市裡往地點「烏帽子岩」方向的國道134號。
- 已故的日本漫畫家臼井儀人的作品「蠟筆小新」系列中；第24集裡女角色松板老師向她的男友德郎先生送機時，背景畫面出現了《希望之轍》的歌詞內容。[3]
- 日本NHK以漫畫家河合克敏的作品「鈴里高校書道部」製作的電視劇裡頭，有使用《希望之轍》作為其中一小段的插曲。
- 此曲為日職選手小久保裕紀 （页面存档备份，存于）在讀賣巨人時期的加油歌。
- 2006年在東京都犯下巨額詐欺的金融資產顧問公司「Gestion Priveé Japon」；先前曾在他們的公司宣傳影片上隨意地將《希望之轍》做為配樂，事後被新聞節目FNN SUPER NEWS給揭露。